# 川嶋秀明
川嶋 秀明（かわしま しゅうめい、1968年6月27日 - 2021年2月18日）は、日本の俳優。千葉県出身。ジェイエフシーティー所属。JAC（ジャパンアクションクラブ）出身。

## 人物
身長175cm。血液型B型。
芸能界に憧れ、1990年に舞台『飛龍伝'90』でデビュー。
趣味はサーフィン、スキー、筋力トレーニング。特技はアクション、殺陣、野球、器械体操、ジャズダンス、バレエ。
2021年2月18日、闘病中の末に死去。52歳没。

## 出演作品

### 映画
- 唐獅子 姐御（1993年）
- 午後の遺言状（1995年）
- 英二（1999年）
- バトル・ロワイアル（2000年）
- 宣戦布告（2002年）
- バトル・ロワイアルII 鎮魂歌（2003年）
- 座頭市（2003年）
- るにん（2005年）
- 実録 東声会 初代 町井久之 暗黒の首領（2006年）
- L change the WorLd（2008年）
- HEY JAPANESE! Do you believe PEACE,LOVE and UNDERSTANDING? 2008 2008年、イマドキジャパニーズよ。愛と平和と理解を信じるかい?（2008年）
- ザ・マジックアワー（2008年）
- GOEMON（2009年） - 紀伊国屋の番頭
- ニッポンの大家族 Saiko! The Large family 放送禁止 劇場版2（2009年） - お父さん
- 十三人の刺客（2010年）
- ロック 〜わんこの島〜（2011年）
- はやぶさ/HAYABUSA（2011年）
- ウタヒメ 彼女たちのスモーク・オン・ザ・ウォーター（2012年）
- 謝罪の王様（2013年）
- ゼウスの法廷（2014年）
- シン・ゴジラ（2016年）
- 「超」怖い話（2016年）
- たまゆら（2018年）
- 友罪（2018年）
- 楽園（2019年）
- おらおらでひとりいぐも（2020年）
- さんかく窓の外側は夜（2021年）
- ツナガレラジオ〜僕らの雨降Days〜（2021年）
- 護られなかった者たちへ（2021年）※遺作

### テレビドラマ

#### NHK
- 正月ドラマ「夢駆ける大地」（2001年）
- 連続テレビ小説
  - どんど晴れ（2007年）
- 大河ドラマ
  - 軍師官兵衛（2014年） - 修道士
- スリル!〜赤の章・黒の章〜（2017年） - 森野悟
- みをつくし料理帖（2017年）
- 明治維新150年スペシャル「決戦! 鳥羽伏見の戦い」（2017年、NHK BSプレミアム）

#### 日本テレビ
- 夏目雅子物語（1999年）
- 火曜サスペンス劇場
  - 警視庁鑑識班13（2002年）
- 土曜ドラマ
  - 瑠璃の島（2005年）
  - 喰いタン2（2007年）
  - お迎えデス。（2016年）
- アイシテル〜海容〜（2009年）
- デカワンコ（2011年）
- 戦力外捜査官（2014年）
  - 戦力外捜査官 SPECIAL（2015年）
- ラブリラン（2018年）
- 24時間テレビ 「愛は地球を救う」41ドラマスペシャル「ヒーローを作った男 石ノ森章太郎物語」（2018年）
- 人生が楽しくなる幸せの法則（2019年）
- 知らなくていいコト（2020年）

#### TBS
- 月曜ドラマスペシャル
  - リトルステップ -命の限り踊りたい-（1990年）
- 金曜スペシャル「売春捜査官」1（1990年）
- 渡る世間は鬼ばかり（2000年）
- ウルトラマンコスモス（2002年） - 修理工
- 高原へいらっしゃい（2003年）
- 運命の人（2012年） - 社会部記者
- クロヒョウ2 龍が如く 阿修羅編（2012年） - 松崎
- 月曜ゴールデン
  - 松本清張没後20年スペシャル・寒流（2013年）
- あぽやん〜走る国際空港（2013年） - チダ シンジ
- 闇金ウシジマくん Season2（2014年）
- 女はそれを許さない（2014年）
- OLですが、キャバ嬢はじめました（2016年） - 伊東

#### フジテレビ
- ダンドリ。〜Dance☆Drill〜（2006年）
- 天使の代理人（2010年） - 永井
- ギルティ 悪魔と契約した女（2010年）
- BOSS（2011年）
- アンフェア the special ダブル・ミーニング〜二重定義（2011年）
- HUNTER〜その女たち、賞金稼ぎ〜（2011年） - 古谷雄一
- 金曜プレステージ
  - 森村誠一女のサスペンス・捜査線上のアリア（2012年）
  - 検事・霞夕子4（2013年） - 羽田山建設社員
- 東野圭吾ミステリーズ 「甘いはずなのに」（2012年）
- dinner（2013年） - 西沢宗則
- 潔子爛漫〜きよこらんまん〜（2013年）
- ミス・パイロット（2013年）
- HERO（2014年） - 徳倉
- 花嫁のれん4（2015年）
- とげ 小市民 倉永晴之の逆襲（2016年）
- キャリア〜掟破りの警察署長〜（2016年） - 坂本浩二
- 家族の旅路 家族を殺された男と殺した男（2018年）

#### テレビ朝日
- 音女（2009年）
- 相棒
  - （2011年） - 益田（マンション管理人）
  - （2013年） - 記者
- 遺留捜査（2012年） - 広報
- やすらぎの刻〜道（2019年） - 若松

#### テレビ東京
- 水曜ミステリー9
  - ブランド刑事（2006年）
  - 刑事吉永誠一 涙の事件簿（2013年） - 大杉剛
- 週刊真木よう子（2008年）
- ママはニューハーフ（2009年）
- 牙狼-GARO- -魔戒ノ花-（2014年） - オオタカ
- 日曜ミステリー
  - 現ナマ弁護士（2017年） - 駒井（警備員）
- 警視庁ゼロ係〜生活安全課なんでも相談室〜（2017年） - 戸田
- 行列の女神〜らーめん才遊記〜（2020年） - 「JAPAN FOOD SUMMIT 2020」関係者

#### 毎日放送
- 古代少女ドグちゃん（2009年）

#### テレビ神奈川
- びったれ!!!（2015年）

#### WOWOW
- 連続ドラマW
  - パンドラII 飢餓列島（2010年）
  - 沈まぬ太陽（2016年） - 金子（遺族係）
  - 石つぶて 〜外務省機密費を暴いた捜査二課の男たち〜（2017年） - 鈴木盛孝

### テレビ番組
- いつみても波瀾万丈 森末慎二編（2000年、日本テレビ）
- ザ!世界仰天ニュース（2001年、日本テレビ）
- 日本の歴史 坂本龍馬編（2006年、フジテレビ）
- 子ども安全リアル・ストーリー（2015年、NHK Eテレ）
- 痛快TV スカッとジャパン
  - （2015年）
  - （2018年）
- 直撃!シンソウ坂上SP「日航機墜落事故33年目の真相」（2018年）

### 配信ドラマ
- でぶせん（2016年、Hulu） - 三角ジョー
- 仮面ライダーアマゾンズ Season2（2017年、Amazon プライム・ビデオ） - 医師 / ゾウアマゾン
- うつヌケ〜うつトンネルを抜けた人たち〜（2018年、Hulu）
- ミセス・ロスト〜インタベンショニスト・アヤメ（2020年、Twitter）

### オリジナルビデオ
- 組織暴力流血の抗争（1999年）
- 報復2（1999年）
- 実録・広島やくざ戦争（2000年）
- 可愛い女（2002年）
- 特攻会社員（リーマン）II（2002年）
- 肉体興信所 人妻調査報告（2002年）
- 鉄 KUROGANE（2003年）
- 実録・痴漢物語（2003年）
- 六本木なんちゃら（2003年）
- ヤクザに学ぶ指導力（2006年）
- ヤクザに学ぶ交渉術（2006年）

### CM
- ダイハツ・タント「クリスマスツリー」（2004年）
- EPSON「一枚の、全社一丸」（2005年）
- SANNY「サニー家の人々」（2005年）
- トヨタ自動車
  - TOYOTA / CXコラボレーション「F1」（2006年）
  - 「PAST&FUTURE 未来へのコンセント」（2010年）
- ポケットバンク「出張」（2006年）
- MIZUNO「野球チームを作ろう!」（2007年）
- 花王「年末大掃除」（2008年） - 夫
- 日本セレモニー典礼会館（2008年）
- 麒麟麦酒 麒麟淡麗〈生〉（2010年）
- リクルート カーセンサー「みんなの声ライブ!」カスタマー（2011年）
- 宝酒造
  - 「タカラ焼酎 ハイボールイルカショー」（2011年、2012年、2013年）
  - 「タカラ焼酎ハイボール」
- 東京サマーランド
  - 水やり（2011年）
  - dobon（2012年）
  - 「関戸家の家族写真」篇（2013年）
- FedEx グラフィック（2011年）
- バンダイ「はじめてのバトルセット」（2012年）
- メガネスーパー「品そろえ、持ちきれない」（2012年）
- 社団法人自転車協会BAA（2013年）
- 興和 「ザ・ガードワーワPC」（2013年） - 父親
- 西友「お金うきうき「ダンス」篇」（2014年）
- オークローンマーケティング  ワンダーコア「倒れるだけで」編（2014年 - 2016年）
- 日本ケンタッキー・フライド・チキン ピザハット（2015年）
- 東洋水産 マルちゃん正麺カップ「食べてみたら・三人で」篇（2016年）
- オカモト ゼロワン（2016年）
- 三井住友銀行「口座、デビット、つくっトク!（スマホアプリ）」篇（2017年）

### MV
- ASIAN KUNG-FU GENERATION「フィードバックファイル 2 / ローリングストーン」（2014年）

### ゲーム
- メタルギアソリッド4 ガンズ・オブ・ザ・パトリオット - ハル・エメリッヒ（オタコン）。モーション担当

### 舞台
- 飛龍伝'90（1990年）
- 流浪伝説（1990年）
- ボレロ（1997年）
- DOROP-OUT（2001年）
- 崖ッぷち（2004年）
- 楽園の面積（2005年）
- アンリアる（2006年）